# 溫彥博
溫彥博（574年—637年7月1日），名大臨，字彥博，以字行，并州（太原郡）祁縣（今屬山西省）人，唐朝官員。

## 生平
少時，薛道衡稱其兄弟皆有卿相才，曾。隋朝中进士。隋朝末年跟随幽州总管罗艺为司马。归唐后，官至中书舍人、迁中书侍郎，封西河郡公。武德八年（625年），随并州道行军总管张瑾抵御东突厥，任行军长史，兵败被俘，被突厥頡利可汗流放于陰山苦寒之地。唐太宗即位後始還朝，為吏部郎中、检校吏部侍郎。貞觀四年（630年）任中書令。頡利可汗败亡后，献治突厥之策；“全其部落，得为捍蔽，又不离其土俗，因而抚之”，主張將突厥降眾遷置河南（河套）、朔方之地。太宗采纳，约有十万户突厥人迁入中原。貞觀十年（636年），升任尚书右仆射。貞觀十一年（637年）六月四日去世，年六十四。十月，在陝西醴泉縣立《溫彥博碑》。死後陪葬昭陵。

## 家族
有兄弟溫大雅、溫大有。
- 長子：溫碩廉（温振）
  - 孙：温翁归，库部郎中、括州刺史
    - 曾孙：温缅
    - 曾孙：温续，阆州刺史，袭虞国公
      - 玄孙：温晧
      - 玄孙：温晈
      - 玄孙：温曦，驸马，太仆卿，尚睿宗女凉国公主
        - 五世孙：温西华（温曦子），驸马，秘书监同正，尚玄宗女平昌公主
          - 六世孙：温瑒
            - 七世孙：温庭筠、温庭皓

    - 曾孙：温缵
    - 曾孙：温绍
      - 玄孙：温章（温晔），道州刺史

    - 曾孙：温缄
    - 曾孙：温绚，比部员外郎

  - 孙：温翁念，字敬祖，左司郎中、太仆少卿
- 另一子温挺娶千金公主，官延州刺史
  - 孙：温常节
    - 曾孙：温履言，右羽林将军
      - 玄孙：温冬日
      - 玄孙：温光嗣

## 《虞恭公溫彥博碑》
全称《唐故特进尚书右仆射上柱国虞恭公温公碑》，亦称《温彦博碑》，为唐贞观十一年(637年)十月立，在陕西醴泉县昭陵内。碑正书，36行，每行77字，此碑为岑文本撰文，欧阳询书丹，是欧阳询书法的代表作，歷代書法家對此碑給以極高的稱贊。

唐故特进尚书右仆射上柱国虞恭公温公碑

中书侍郎骑都尉江陵县开国子岑文本撰

银青光禄大夫口口口口口口渤海县男欧阳询书

　　昔者帝妫升历，九官奋其庸；有周诞命，六卿扬其职，国钧总於公相，始乎二京，朝经归于台阁，成乎两晋。虽淳离口口口口口口口口口于口口口口口于魏口口代天工口帝载立盛德，建口口口口口也。若夫昴宿丽天，感其灵者人杰；嵩岳镇地，降其神者国祯。叶卜梦於龙彲，符物色於舟楫。其存也，铭庸器而书甲口，其没也，口口口而祭太口，岂口口之人口口兹复间出矣。

公太原祁人，讳彦博，字大临，系姬文之远胄，派唐叔之遥源。食邑河内，世功开其绪，著姓晋阳，世德流其祚。虽复安国口口口口口口口口。汉之忠义，次房口於天下，晋之勋烈，太真口於家庭。犹培塿之望极天，潢汙之口口口口。祖裕，魏太中大夫，言为准的，行成表缀，廊庙翘首，缙绅结辙。瞻公叔而比德，越思口而口驰，烈考君攸，隋三原令、泗州司马，皇朝赠魏州刺史，聚萤成学，梦鸟飞文，名冠洛中，望高许下。孔门密子，口口不显於当时。颍川陈君，哀荣无间於异代，能兼之者，不亦优乎？公口两仪之正气，总百代之懿德，口仁义以口口，口礼让以扬名。神用内口，常口所以自绝，晖光外口，达识所以知口，洋洋焉，若洪河之东注；岩岩焉，犹华岳之西峙。若乃三德六行，列圣之所贵也。举厝必践其域，九流七略，先民之所重也。棲息口口其隩，口口口口，口口口口。望云霓以邅口，沦口口而容兴。然则京台口口，始於覆匮，巨川维地，肇自涓流。是以平津筮仕，由宾王而佩印，文终创业，阶主吏而命社。美哉令范，同符前烈。隋开皇中，本州口口口口，后应诏口，以高第直内史省。于时隆平口口，俊乂盈朝。内史侍郎薛道衡，文宗学肆，牢笼多士；太子洗马李纲，直道正辞，羽仪海内，并下堂见礼，倒屣定交。臼季之称冀缺，远未能比；赵口之异薛宣，口口口口。随口稽古气化，悬衡垂则。奏口口而善陆生，坐宣室而悦贾谊，乃授通事舍人。敛笏凤池，垂绅鸾阁，瑰姿月举，韶音玉振，每至文武在列，华裔充庭，对越于青浦之上，敷纳于赤墀之下。扬口葩汉苑，不足比其文；口洪涛于吴江，无以方其辩。斯乃通贤之馀事，具美之一隅。猗欤雅度，在乎经国。大业之始，以亲丧去官，孺慕之感，哀毁之极。与夫长孙居忧，子龙在疚，异代而同归矣。口口口口，口口口口，炀帝亲董九伐，问罪三韩。于时，礼部尚书杨玄感口口口口，兵部侍郎斛斯政出奔高丽，既而乘辕南反，诏公衔命蕃境，申明臣节，陈之以逆顺，宣畅国威，示之以祸福。遂口原隰增晖，口口风露，楹获干纪，口口菹醢之罚，口口口口，口口焚如之刑。岂如郭吉口口，口口于口海，张骞拥节，无功於月氏。又以公为东北道招慰大使。属天地横溃，华戎版荡，夷羊在牧，商郊布漂杵之师；口口口口，秦宫构口口之口。我高祖口五纪而出震，乘六龙以御天，凭玉握河洛之符，授越迁夏商之鼎，艾绶银章，弓旌先於髦俊，建社班瑞，光宠属於勋庸。庶绩所以咸凝，口土于焉大定，以授公使持节、幽州总管府长史，封西河郡公，食邑二千户，口口幽州口口口口。虽连率总其方略，口口毗其政刑，而灭没不群，岂蹉跎於吴阪，清越振响，终特达於章台。徵为中书舍人，迁中书侍郎。成周建官，是称内史；两汉分口，以口中书。司国典于九熏，徵王言于四口。详其历选，则口民口美於江东，求其得人，则孝若飞声於洛下。云谁嗣响，复在兹焉。属猃狁纵慝，疆场大骇。甘泉照边烽之火，云中列左贤之阵。口口口口口而口口口口口口鞠口。口口口口，怀辛赵之将，琴书在口，佇甘郑之臣。乃以公为行军长史。十万之师，方绝大汉，五饵之术，必系单于，而南风褰律令之和，北狄肆豺狼之毒。卫尉数奇，口口天口。穷口口口，无忘拜赐之心，茹雪虏庭，终口事君之口。皇上嗣尧口口，继文治口。平章百姓，浇俗侔於结绳，叶和万邦，远夷同於编户。威熠龙瀚，泽流龟兹。载宝无俟於五城，口士不烦于百驷。荀罃反晋，竭其力以口口，孟尝归齐，口口口口口口。遂拜雍州治中，捡校吏部郎中，寻擢为中书侍郎。公望为时宗，才称王佐，鸿翼所渐，自回溪而薄九霄，骥足既驰，游阊阖而跃千里。虽口口左右，口口与处道口俦；激扬清浊，语口与口口方口。而口议口阁，绸缪预于大选，陈谟武帐，渥洽归于会口，故能爵命日隆，宠禄岁厚，犹司马之四至，慈明之十旬。乃以本官行太子右庶子，迁御史大夫，仍检校中书侍郎，迁中书令。口口朝典，口恭王口。正直表於廊庙，口口闻于帷幄。位口三独，公既口之；职司八柄，公又处之。故能出总纠察，入专机管，执简册以肃周行，奉丝纶以光帝口，虽少翁叔业，口作于口泉；口口口口，复口口口口。窃口休烈，其犹病诸。俄检校左卫大将军，馀如故，进封虞国公，食邑三千户。德优爵重，镐京之旧制，非功不侯，中阳之令典，逾七命而兼二善，天下以为宜之。比夫口佩之口口，口口口口之口荒，安业有余裕矣。夫尚书者，重于司会之职；仆射者，逾於副相之位。上图天道，譬斗极之运四时，下料人事，迈元恺之赞百揆。圣朝钦若前典，宪章往代，怀磻溪而口睠，想口岩而口口。又授公尚书右仆射。对扬休命，闻宠若惊，逶迤退食，临事而惧。览东观之遗书，考南宫之故实。详求善道，勤行而不倦，历选前哲，仰止而无怠。是以忠允宽裕，有内恭之德，清虚恬口，有新沓之度；习口故事，有口口之口；夙夜匪懈，有口口之勤。揆兹口口，式是百辟，口其口口，以事一人。献替之规，不忘於忠恕，损益之义，皆出於仁厚，违规矩，枉寻尺，光其家而弗为；利社稷，安亿兆，危其身而无悔。肃肃焉，济济焉，口口口口之口口，口口之周口，善口之口馆，子文之毁家，非徒言也。公口口忠信，道贵中和，心之所同，必择善以利物，意之所异，不是已而违人。辟德义为宫墙，包礼度为关口。越人之善继，口口之清口，口口之口口，口口之口口。富辞令而绝毁誉，杜私交而笃久要。位高矣，口口兹恭；禄厚矣，治家踰约。以孝敬之道移於哲兄，行慈惠之心洽於犹子。允所谓朝廷之栋幹，人伦之口口焉。以贞观十一年春二月从大驾幸洛阳宫，公因风疾暴动，上寄深舟楫，恩笃股肱，中使相望於道路，名医毕陈其方技。逯辅德愆报，弥留旷旬。两楹之奠既兆，二竖之灾将及。乃遣银青光禄大夫、行中书侍郎杜正伦口口口旨，问所欲言。公志在忠益，表陈治道。口口之慕口尽，令终之德克著。昔口卿大渐，无忘於举能；子颜启足，情存於慎赦，眇焉千载。於斯一揆，六月四日薨於旌善里第，春秋六十有四。上闻恤口口，口乐兴悼，俟卫君之请尸，类齐后之口哭。即以其日举哀于丧次，百僚陪列，莫不流涕，乃诏民部尚书莒国公唐俭、工部侍郎卢义恭护丧，行中书侍郎杜正伦吊祭，遣礼部侍郎令狐德棻、水部郎中口文纪持节口口，赠以口口。太常考行，谥曰恭公。又诏有司立碑纪德，给茔地於昭陵之侧，并给东园秘器，赙赠二千段，丧葬所须，并令官给。口祖送之典，坟茔之制，咸率礼而口隆焉。夫钟鼎口口，口口口口。起于口代，口篆籀口，功口义口，口琬琰口，口之道口。然口口献、元卓，汉室之良佐也；密陵、当阳，晋朝之贤辅也。虽复卿云摛思，班尔运奇，勒铭由其子孙，表墓资於典史，未有口国作颂，口口口口之口，口口口口，口口口口之诏。方诸往载，不其伟与。式扬一德，垂之百代。其词曰：

蔼蔼高门，世膺显命。堂堂盛德，家袭馀庆。抗节飞英，扶危流咏。轩盖接轸，珪璋晖映。

（阙三十六字）游艺表德。

财成屈宋，范围儒墨。非马擅奇，雕龙贻则。发迹素里，驰声上国，仲舒扬庭，吾邱待诏。

数（阙四十字）

受书汜上，释钓滋泉。陈谟德显，定策功宣。纵壑才鹜，搏风初矫。密勿鸾阁，便繁凤沼。

仲举性口，夷吾器小。唯我口贤，独口仪表。（阙二十八字）君善遗名。

铸丹义符，传薪理一。水逝黄陂，光沈赵日。税驾天府，夷体泉室。麟阁图形，鸟英腾实。

悲缠卿士，口口冕旒。宠踰口口，恩隆口周。口梦口口，海口罗浮。唯兹懿范，永口山丘。